# Jean-Baptiste Maunier
Jean-Baptiste Maunier (Brignoles, 22 dicembre 1990) è un attore, cantante e modello francese.

## Biografia
Maunier nasce nel 1990 da Thierry Maunier, cameraman di France 2, e sua moglie Muriel. Ha un fratello minore, Benjamin, nato nel 1995. Jean-Baptiste trascorre la sua giovinezza a Sainte-Foy-lès-Lyon, nella periferia lionese, e debutta come voce bianca solista nel coro dei Petits Chanteurs de Saint Marc, diretto da Nicolas Porte. Grazie alle sue doti canore, Maunier è chiamato a interpretare il ruolo principale di Pierre Morhange nel film del 2004 Les choristes - I ragazzi del coro, al fianco di Gérard Jugnot, ruolo che lo rende celebre in tutto il mondo. Nel 2005, sfruttando il successo ottenuto, canta insieme a Clémence Saint-Preux il singolo Concerto pour deux voix, variazione della canzone originale Concerto pour une voix, scritta dal padre di Clémence. In seguito continua a perseguire la sua carriera cinematografica; nel 2006 recita nella parte di François nel film Le Grand Meaulnes, accanto a Nicolas Duvauchelle e Clémence Poésy, mentre nel 2007 partecipa al film Hellphone nel ruolo del protagonista Sid Soupir, e in L'Auberge rouge nella parte di Octave. Recentemente ha recitato in una pièce teatrale al teatro Petit Montparnasse di Parigi, La Chanson de l'Éléphant (2013). Il 29 aprile 2016 ha pubblicato il suo primo extended play, Nuits blanches, della durata di 16:53.

## Filmografia parziale

### Cinema
- Les choristes - I ragazzi del coro (Les choristes), regia di Christophe Barratier (2004)
- Le Grand Meaulnes, regia di Jean-Daniel Verhaeghe (2006)
- Hellphone, regia di James Huth (2007)
- L'Auberge rouge, regia di Gérard Krawczyk (2007)
- Perfect Baby, regia di Wang Jing (2011)
- Le bruit d'un cœur qui tremble, regia di Francis Renaud (2014)

### Televisione
- Le Cri - miniserie TV (2006)
- Merlin - miniserie TV (2012)
- Mes chers disparus! - serie TV (2015)

### Teatro
- La Chanson de l'Éléphant, regia di Nicolas Billon (2013)

## Discografia

### EP
- 2016 - Nuits blanches

### Singoli
- 2004 - Les Choristes en concert
- 2005 - Concerto pour deux voix
- 2006 - Piccolo, Saxo et Cie
- 2010 - Mistral Gagnant
- 2014 - Le monde qui est le mien
- 2015 - Je reviens